# (32751) 1981 EB12
1981 EB12 (asteroide 32751) é um asteroide da cintura principal. Possui uma excentricidade de 0.09035510 e uma inclinação de 5.66118º.
Este asteroide foi descoberto no dia 1 de março de 1981 por Schelte J. Bus em Siding Spring.